# U.S. Route 18
Pour les articles homonymes, voir Route 18.
La U.S. Route 18 (US 18) est une US Route ouest–est située dans le Midwest américain. Le terminus ouest se trouve à Orin, Wyoming, à un échangeur avec l'I-25. Son terminus est se trouve au centre-ville de Milwaukee, Wisconsin. La US 18 est l'une des routes originales de 1926. Le numéro US 18 était originellement proposé pour une route reliant Grand Haven et Détroit, au Michigan. Ce tracé deviendra la US 16, aujourd'hui déclassé.

## Description du tracé
|       | mi    | km    |
| ----- | ----- | ----- |
| WY    | 100   | 160   |
| SD    | 449   | 723   |
| IA    | 312   | 502   |
| WI    | 182   | 293   |
| Total | 1 043 | 1 679 |

### Wyoming
Au Wyoming, la US 18 débute en formant un multiplex avec la US 20 depuis l'I-25 / US 26 / US 87 jusqu'à Lusk, où les routes se séparent et que la US 18 rejoint la US 85. Dans la communauté non-incorporée de Mule Creek Junction, dans le nord-est du comté de Niobrara, la US 18 quitte la US 85. Ce segment de 10 miles (16 km) entre la US 85 et la frontière du Dakota du Sud est le seul segment au Wyoming durant lequel la US 18 n'est pas en multiplex avec une autre route.

### Dakota du Sud
La US 18 entre au Dakota du Sud à l'ouest d'Edgemont. Elle passe par Hot Springs, la réserve indienne de Pine Ridge, la réserve indienne de Rosebud, Winner et Gregory avant de traverser la rivière Missouri près de Pickstown. À l'est de la rivière, la US 18 passe par Lake Andes et Tripp avant d'effectuer un bref multiplex avec l'I-29 près de Worthing. À l'est de l'I-29, la US 18 passe par Canton avant de traverser la rivière Big Sioux et d'entrer en Iowa.

### Iowa

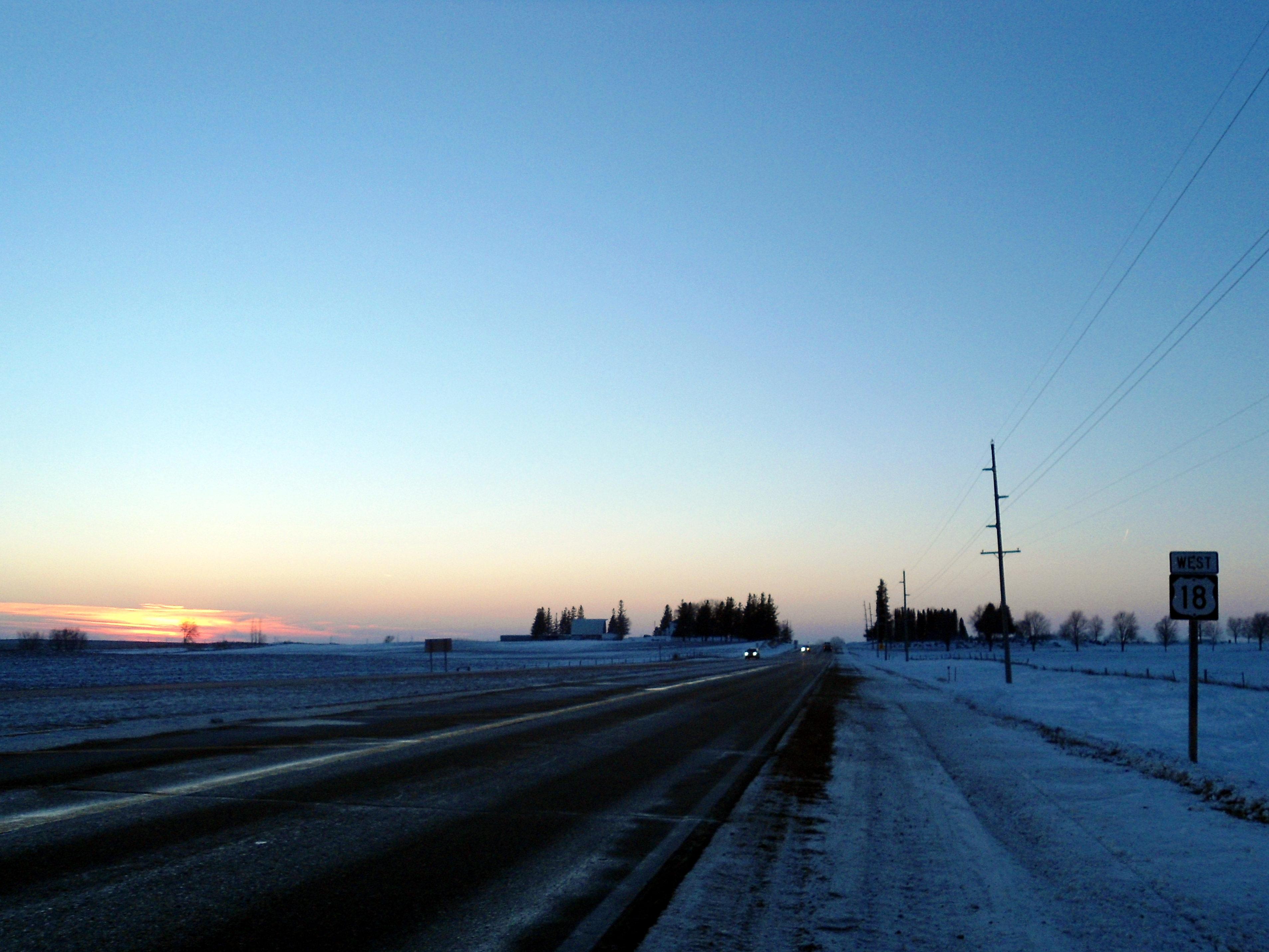
US 18 près de Garner, Iowa

La US 18 entre en Iowa après avoir traversé la rivière Big Sioux au nord-est de Beloit. Elle forme un multiplex avec la US 75 près de Hull et avec la US 59 près de Sanborn. Elle forme ensuite un multiplex avec la US 71 à travers Spencer. La US 18 traverse Emmetsburg avant de croiser la US 169 à Algona. Elle continue ensuite vers l'est en passant par Garner avant de croiser l'I-35 à Clear Lake. Après un bref multiplex avec cette route, la US 18 continue comme une autoroute et contourne Mason City par le sud. À Charles City, la US 18 devient une route rurale à deux voies, à l'exception d'un bref multiplex avec la US 63 autour de New Hampton. Après avoir traversé West Union, elle bifurque vers le nord-est et rejoint la US 52 à Postville, pour la quitter environ sept miles (11 km) à l'est de Monona avant de traverser le fleuve Mississippi et d'entrer au Wisconsin, dans la ville de Marquette.
La US 18 est la route désignée pour l'Avenue of the Saints entre Clear Lake et Charles City.

### Wisconsin
La US 18 entre au Wisconsin à Prairie du Chien. Elle se dirige vers le sud-est en passant par Bridgeport et Fennimore, où elle forme un court multiplex avec la US 61. Elle continue ensuite vers l'est en passant par Montfort, Dodgeville et Verona, qu'elle contourne par le sud, avant d'arriver à Madison. Là, elle intègre la route de ceinture formée par la US 12 et la US 14. Elle poursuit le multiplex avec la US 14 sur une courte distance et avec la US 12 jusqu'à Cambridge, plusieurs miles à l'est. Après Cambridge, elle traverse Jefferson avant d'atteindre Waukesha. Elle contourne la ville par le sud-ouest, le sud et l'est avant de traverser l'I-94 et d'entrer à Milwaukee. Elle y traverse quelques routes avant de se terminer à l'intersection avec Lincoln Memorial Drive dans le centre-ville.

## Intersections majeures
Wyoming
 I-25 / US 20 / US 26 / US 87 à Orin. La US 18 / US 20 forment un multiplex jusqu'à Lusk.
 US 85 à Lusk. Les routes forment un multiplex jusqu'au nord-est du comté de Niobrara.
Dakota du Sud
 US 385 à Hot Springs. Les routes forment un multiplex jusqu'à Oelrichs.
 US 83 à l'ouest de Mission. Les routes forment un multiplex jusqu'à Mission.
 US 183 au sud-ouest de Witten. Les routes forment un multiplex jusqu'à Colome.
 US 281 au sud-est de Fairfax. Les routes forment un multiplex jusqu'au sud d'Armour.
 US 81 à l'est de Menno
 I-29 au sud-ouest de Worthing. Les routes forment un multiplex sur environ 3,02 miles (4,86 km).
Iowa
 US 75 à Lincoln Township. Les routes forment un multiplex dans le township.
 US 59 à Sanborn. Les routes forment un multiplex jusqu'à Franklin Township.
 US 71 à Spencer. Les routes forment un multiplex dans la ville.
 US 169 à Algona
 US 69 à Garfield Township. Les routes forment un multiplex jusqu'à Garner.
 I-35 à Clear Lake. Les routes forment un multiplex jusqu'à Lake Township.
 US 65 à Mason City
 US 218 à Floyd. Les routes forment un multiplex jusqu'à Charles City.
 US 63 à New Hampton. Les routes forment un multiplex jusqu'à Dresden Township.
 US 52 à Post Township. Les routes forment un multiplex jusqu'à Giard Township.
Wisconsin
 US 61 à Fennimore. Les routes forment un multiplex dans la ville.
 US 151 à l'est de Dodgeville.Les routes forment un multiplex jusqu'à Madison.
 US 12 / US 14 à Madison. La US 12 / US 18 forment un multiplex jusqu'à Cambridge. La US 14 / US 18 forment un multiplex dans la ville.
 US 51 à Madison
 I-39 / I-90 à Madison
 I-94 au nord-est de Waukesha
 I-41 / US 41 / US 45 à Wauwatosa
Michigan Street / Lincoln Memorial Drive à Milwaukee

## Routes auxiliaires
- US 218, route du sud au nord, entre Keokuk, Iowa et Owatonna, Minnesota. Elle rencontre sa route principale à Charles City, Iowa.